# Taksiarh
Taksiarh (grško ταξίαρχος [taksíarhos] ali  ταξιάρχης [taksiárhes]) je grški naziv brigadirja. 
Izraz izhaja iz besede táxis – red, ki v vojaškem kontekstu pomeni urejeno vojaško enoto. Isti izvor ima tudi grška beseda taksiarhija – brigada. V Grški pravoslavni cerkvi se  izraz taksiarh uporablja za nadangela Mihaela in Gabriela kot poveljnika nebeške vojske.

## Antika
V antični Grčiji so imeli naslov oziroma položaj taksiarha v vojskah večine mestnih držav. Pomembna izjema je bila Sparta.  V klasičnih Atenah je bilo deset taksiarhov za deset mestnih plemen (phylai), ki so bili podrejeni svojemu strategu. Najbolj slaven je bil verjetno taksiarh antične makedonske  pehote pezhetarijev.

## Bizantinsko cesarstvo
Izraz taksiarh se je v bizantinski armadi prvič pojavil v poznem 6. stoletju v Strategikonu cesarja Mavricija (vladal 582–602) in je pomenil poveljnika elitnega polka najemnikov Optimati.  Ponovno se je pojavil  v 10. stoletju za poveljnika ene od novih vrst  pehotne brigade (taxiarchia), sestavljene iz 500 težkih konjenikov, 300 lokostrelcev in 200 lahkih pešakov. Enota se je zaradi tisoč vojakov imenovala tudi hiliarhija, njen poveljnik pa hiliarh. Enota je bila enakovredna tematskemu drungosu, kateremu je poveljeval drungarij.  V 11. stoletju se je z razpustitvijo tematskih armad položaj taksiarha okrepil in  sčasoma nadomestil s tumarhom.  V  komnenskem obdobju je taksiarhija postala največja stalna pehotna vojaška enota.

## Sodobna raba
V sodobni grški armadi čin taksiarha (srajšano tαξχος [takshos]) ustreza činu brigadnega generala z NATO kodo OF-6. Čin je bi v grško armado uveden s kraljevim dekretom 5. junija 1946. Kasneje istega leta so bile določene  tudi njegove insignije. Taksiarh je nadrejen polkovniku (syntagmatarchis) in podrejen generalmajorju (ypostratigos). Insignije njegovega čina  sestavljajo  goreča granata, ki je nadomestila krono iz obdobja Grške monarhije,  prekrižana meča in šestkraka zvezda. Taksiarh je običajno komandant  brigade ali operativni častnik divizije. 
V grških letalskih enotah, v katerih se sicer uporabljajo čini Kraljevih zračnih sil, ki se razlikujejo od činov v pehoti, je čin taxiarchos tis aeroporias ali enostavno taxiarchos (brigadir zračnih sil), ki je enakovreden činu komodorja zračnih sil. 
Čin taksiarha se uporablja tudi v grški policiji, pred tem tudi v žandarmeriji, in v ciprski Narodni gardi.

## Galerija
- Insignije taksiarha (1946–1959)
- Insignije taksiarha (1959–1968)
- Insignije taksiarha (1975–danes)
- Insignije taksiarha zračnih sil (1946–danes)
- Insignije taksiarha policije (1984–danes)